# Kelety Gusztáv
Komjátszegi Kelety Gusztáv Frigyes (másként Keleti, született Klette) (Pozsony, 1834. december 13. – Budapest, 1902. szeptember 2.) festő, grafikus és műkritikus, a Magyar Tudományos Akadémia levelező tagja, a Magyar Iparművészeti Főiskola, majd a Magyar Képzőművészeti Főiskola egykori rektora.
Tájképfestő, a nemzeti érzelmű romantikus tájképfestészet képviselője, a kiegyezés korának művészpolitikusa, a hazai iparművészet fellendítésének egyik kezdeményezője.
Kelety Gusztáv eredeti neve Klette volt, a drezdai nemesi származású Klette von Klettenburg család sarja, édesapja Klette Károly, József nádor gyerekeinek rajzoktatója volt. A család 1861-ben nevét Klettéről Keletire változtatta. 1901. január 1-jén, I. Ferenc József magyar király a „komjátszegi” nemesi előnevet adományozta számára, ekkor vezetéknevét Keletyre változtatta, így halálakor hivatalosan „komjátszegi Kelety Gusztáv” volt a neve.

## Életpályája

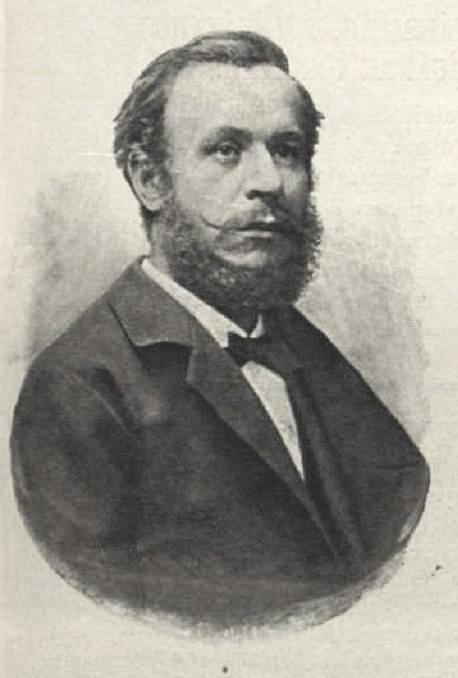
1897-ben

Édesapja Karl Klette von Klettenburg (1793–1874) drezdai születésű festőművész, bátyja Keleti Károly (1833–1892) statisztikus, fia Kelety Gábor festő, édesanyja Johanna Beyer volt. Jogásznak tanult, nevelője volt Eötvös József báró fiának, Eötvös Lorándnak, ahova a jogi tanulmányai alatti oktatója, Pauler Tivadar ajánlotta. Az Eötvös családdal igen szoros és jó kapcsolatot épített ki, a báró művészeti tanácsadója lett, ez meghatározta későbbi művészetpolitikai pályafutását is.
Jogi tanulmányait megszakítva festészettel kezdett el foglalkozni, Münchenben Fischbach, Voltz és Schleith tanároknál, majd Bécsben sajátította el a szakmát, tanítványa volt Hollósy Simonnak és Liezen-Mayer Sándornak.
A festészetben főleg a tájképek vonzották, stílusára leginkább id. Markó Károly és Ligeti Antal gyakorolt hatást.
1867-ben a Kisfaludy Társaság tagja lett.
1871-ben báró Eötvös József, aki akkor közoktatási miniszter volt, megbízta a magyar nemzeti rajzoktatás megszervezésével. (Megbízó levelében Eötvös ezt írta neki: „Senki sem látja át a történelmi festészet fontosságát nálamnál inkább, sőt meg vagyok győződve, hogyha valaha magyar festészet lesz, az a történeti festészethez fog tartozni. Nemzetünk géniusza, mint mindenütt, úgy a művészeti körben is a patrisztikus irányt fogja követni”). Őt küldte ki tanulmányútra a külföldi művészetoktatás tanulmányozása céljából. Keleti ekkor Franciaországban, Belgiumban és Németországban személyesen studírozta a művészetek oktatását, amit összefoglalóként „A képzőművészeti oktatás külföldön és feladatai hazánkban” című művében írt meg (ebben szerepelnek angliai tapasztalatok is, amelyeket Keleti közvetett forrásokból szerzett be). Írása végkövetkeztetése az volt, hogy Magyarországon egységes művészetoktatási rendszer kiépítése célszerű, majd javaslatot tett egy „művészetre előkészítő” iskola felállítására. Javaslatát mind báró Eötvös József, mind a kormány elfogadta, és nemsokára meg is nyílt Keleti igazgatóságával az Iparművészeti Szakiskola. 1880. november 14-én indult el hét tanulóval. Az Intézetnek nem volt önálló épülete, három évig a régi Zeneakadémia épületében kapott helyet. 1896 és 1901 között a Képzőművészeti Főiskola rektora volt.
1874 és 1894 között ő volt a Képzőművészeti Társaság igazgatója. A Magyar Tudományos Akadémia levelező tagja lett.
Az 1860-as évek közepe felé Keleti elkezdett esztétikai cikkeket, kritikákat írni, ezekben az írásokban konzervatív szemléletével szemben állt az újabb művészi törekvésekkel.
Ő figyelt fel elsőként Nagy István tehetségére, és elsősorban az ő tanácsait kérte Csontváry Kosztka Tivadar is. Munkácsy Mihályról és Szinyei Merse Pálról írt kritikai véleménye, miszerint nem lesznek jelentős festők, nem igazolódott be. (Kritikai tevékenysége miatt ezek a művészek egy időre fel is függesztették az alkotást). Az írást később abba is hagyta.
Tüdőbajban, hosszú betegeskedés után halt meg (volt egy sikertelen öngyilkossági kísérlete is).

## Főbb művei

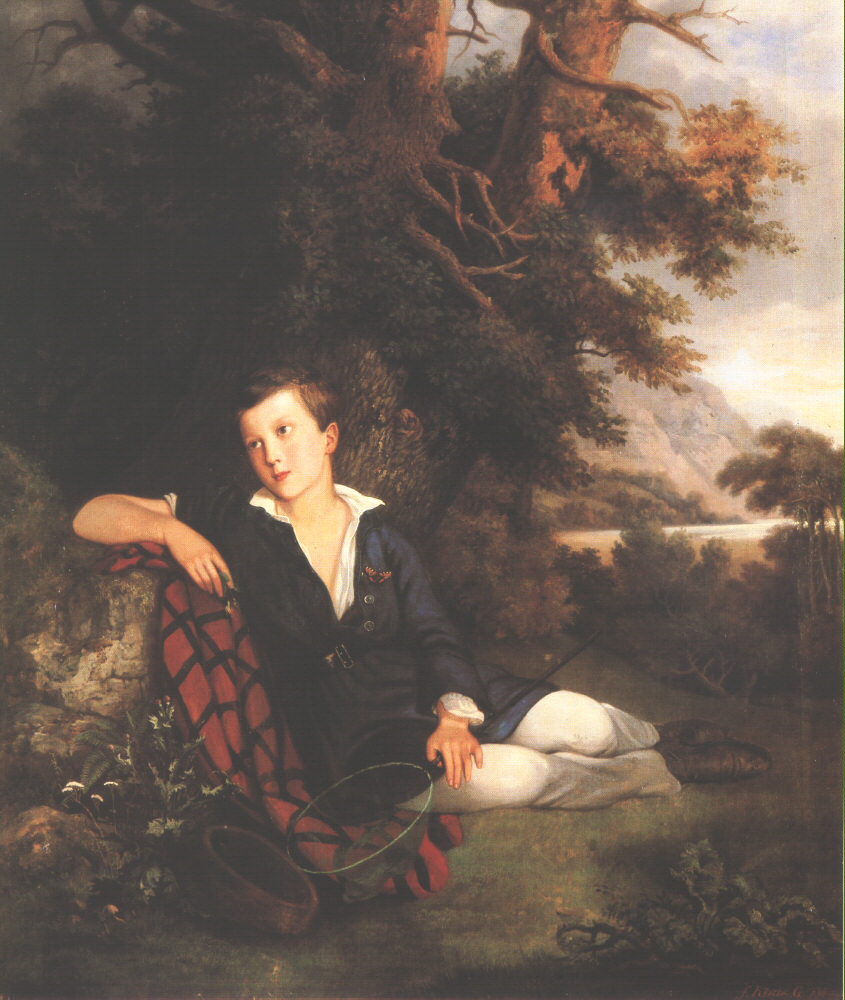
Eötvös Loránd ifjúkorában (1858)

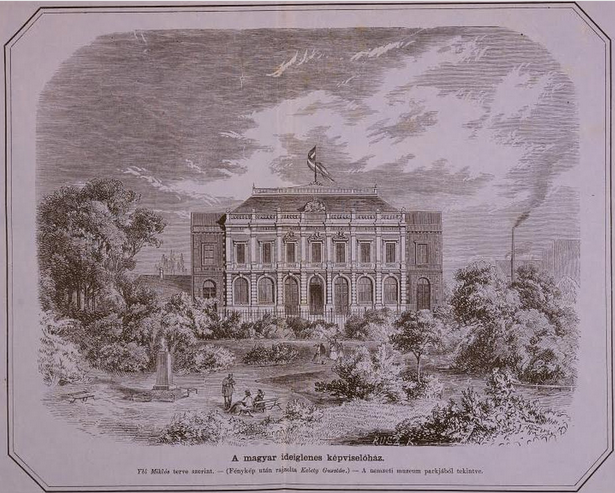
Az ideiglenes képviselőház (1866)

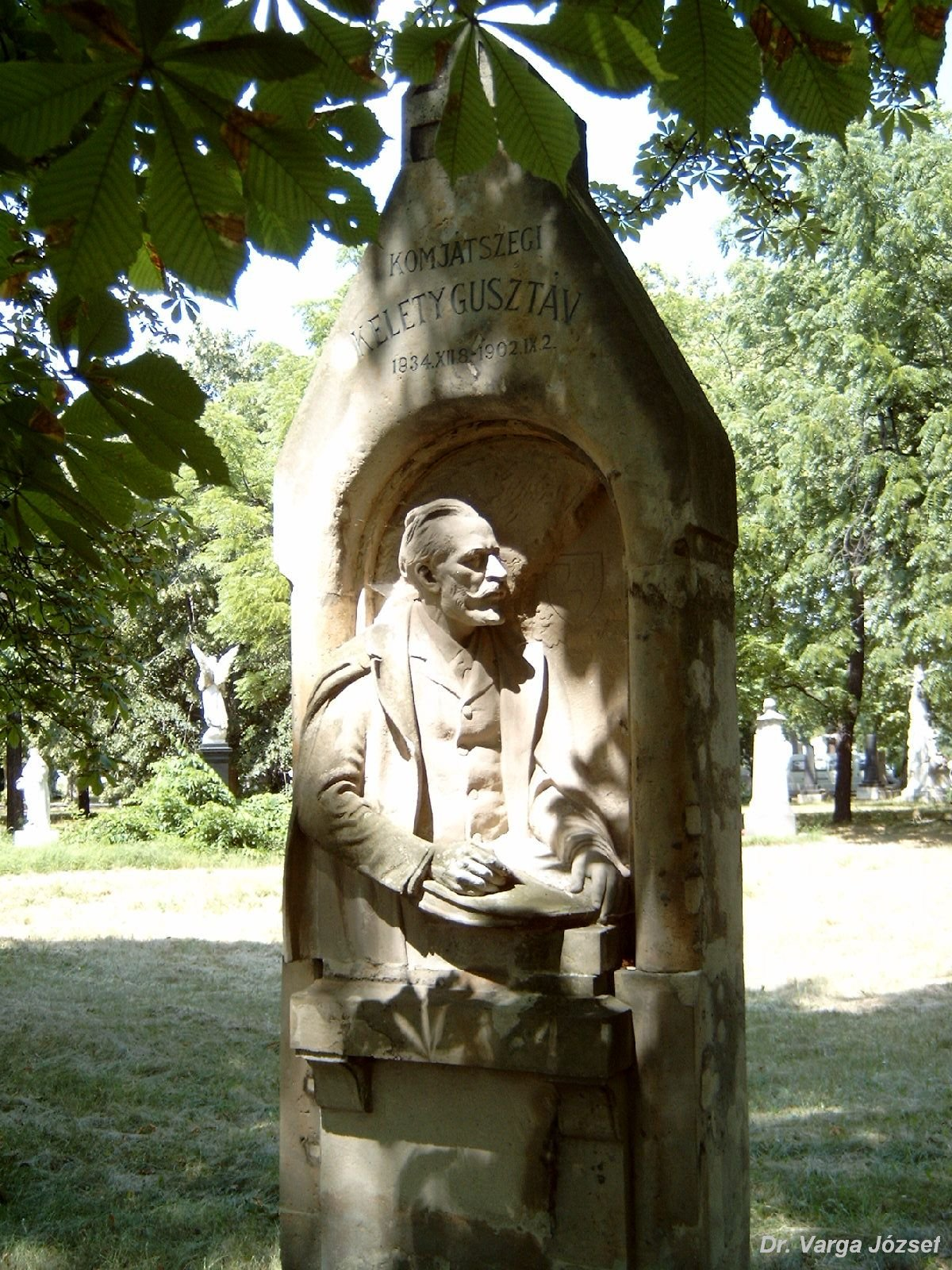
Kelety Gusztáv sírja Budapesten, Kerepesi temető: 29/1-1-50. Strobl Alajos alkotása

### Festmények
- Bernrien park
- Besnyő környéke
- Csillagvölgy
- Csónakázók
- Eötvös Loránd ifjúkorában
- Falusi jelenet/Erdő
- Falu vége
- Farkasok
- Hegyvidéki táj
- Kétkerekű gordé
- Kilátás a Normafától
- A Normafa
- Osztrák táj
- Őserdő szarvasokkal
- Ösvény az erdő szélén
- Parkrészlet
- Romos vár naplementekor
- Róka
- A száműzött parkja
- Vár a tó fölötti dombon
- Tanulmány A száműzött parkjához (papír, ceruza 300 mm x 433 mm, 1866-1870, MNG)
- Tájkép templommal
- Tátrai táj vízeséssel
- Terebesi kúria
- Visegrád lavírozott tusképe
- Vízparti táj, Zsombékos
- Zrínyi a költő halála[8]
- Orbán Balázs: Székelyföld leírása című, 1869-ben megjelent könyvéhez fametszeteket készített.

### Könyvek
- Művészeti dolgozatok (1910), A képzőművészeti oktatás külföldön és feladatai hazánkban 1870

## Emlékezete
- Temetői kép: a síremlék Strobl Alajos alkotása